# Bar-lès-Buzancy
Bar-lès-Buzancy è un comune francese di 120 abitanti situato nel dipartimento delle Ardenne nella regione del Grand Est.

## Società

### Evoluzione demografica
Abitanti censiti